# Blagoja Georgievski
Blagoja Georgievski (cirílico:Благоја Георгиевски) (15 de outubro de 1950 – 29 de janeiro de 2020) foi um basquetebolista macedônio que integrou a seleção iugoslava que conquistou medalhas de prata disputadas no torneio de basquetebol nos XIX Jogos Olímpicos de Verão em 1968 na Cidade do México e nos XXI Jogos Olímpicos de Verão em 1976 em Montreal.
Morreu no dia 29 de janeiro de 2020, aos 69 anos.